# Jung-cseng kínai császár
Jung Cseng (Tiltott Város, 1678. december 13. – Peking, 1735. október 8.) kínai császár 1722-től haláláig.
Kang-hszi császár negyedik fiaként született. Amikor legidősebb bátyja elmebetegsége miatt alkalmatlanná vált az uralkodásra, Jung Cseng intrikákba kezdett többi testvére ellen, sőt egyes krónikák szerint hozzájárult édesapja halálához. Kang-hszi halála után az ekkor már 44 éves Jung Cseng katonai segítséggel foglalta el a trónt, és azonnal állami tisztogatásokba kezdett. Testvéreit részben megölette, részben bebörtönöztette, illetve jól működő besúgóhálózatot építtetett ki. Ugyanakkor átiratta a krónikáknak édesapja utolsó éveiről készült részeit, hogy nehogy rossz fényt vessenek reája utódai alatt.
Kivonta a császári hercegek parancsnoksága alól az ún. zászló hadtesteket, ezzel megerősítette a hadsereget. 1729-ben feloszlatta a Nagy Titkárságnak nevezett minisztertanácsot, és a korábban nem hivatalos Nagytanácsot léptette a helyére. Ennek mindössze 5-6 tagjával a császár naponta tanácskozott, és ügyeiket titokban intézték. Jung Cseng sokat tett a korrupció megfékezéséért is, igyekezett érvényt szerezni a birodalmi törvényeknek, és átszervezte a pénzügyeket a kincstár bevételeinek növelésére.
Jung Cseng mint író is ismeretes, aki számos zen-buddhista szöveget szerzett. 1735-ben halt meg 56 éves korában 13 évnyi uralom után – állítólag egy általa kivégeztetett ember leánya ölte meg.